# Patata novella di Siracusa
La patata novella di Siracusa o patata tipica di Siracusa è una patata coltivata principalmente nelle zone costiere della provincia di Siracusa, nei comuni di Augusta, Siracusa, Avola, Noto, Pachino.
Le varietà utilizzate sono Arizona, Universa, Bellini e Arinda.
È una produzione tipica siciliana, come tale è stata ufficialmente inserita nella lista dei prodotti agroalimentari tradizionali italiani (P.A.T) del Ministero delle politiche agricole alimentari e forestali (Mipaaf). 
Per la provincia di Siracusa rappresenta la più importante risorsa ortofrutticola.
Coprendo quasi il 50% della superficie siciliana coltivata a patata, l'estensione delle coltivazioni è circa di 4790 ettari, con una produzione che supera il milione di quintali di prodotto.

## Caratteristiche
- forma = ovale allungata, dimensione medio grossa
- buccia = liscia, sottile e di colore giallo
- polpa =  a pasta gialla.

## Usi
Tenendo bene la cottura, in cucina si adatta a molteplici usi: in insalata, al vapore, al forno, per la preparazione della purea, gnocchi e nelle fritture.